# خوسيه كارلوس أروخو نونيس
خوسيه كارلوس أروخو نونيس (بالبرتغالية: José Carlos de Araújo Nunes‏) (مواليد 7 مارس 1977 في كاستيلو دي بيفا - البرتغال) لاعب كرة قدم برتغالي يلعب حاليا لصالح نادي الدرجة الأولى ريال مايوركا الإسباني منذ 2006 في مركز قلب الدفاع .

## روابط خارجية
- خوسيه كارلوس أروخو نونيس على موقع قاعدة بيانات كرة القدم.إي يو (الإنجليزية)
- خوسيه كارلوس أروخو نونيس على موقع Soccerway.com (الإنجليزية)
- خوسيه كارلوس أروخو نونيس على موقع AS.com (الإسبانية)